# (212587) Bartasiute
(212587) Bartasiute est un astéroïde de la ceinture principale.

## Description
(212587) Bartasiute est un astéroïde de la ceinture principale. Il fut découvert le 23 septembre 2006 à Moletai par Kazimieras Černis et Justas Zdanavičius. Il présente une orbite caractérisée par un demi-grand axe de 2,61 UA, une excentricité de 0,17 et une inclinaison de 7,2° par rapport à l'écliptique.

## Compléments